# بيلي فنتون
بيلي فنتون (بالإنجليزية: Billy Fenton)‏ (23 يونيو 1926 في المملكة المتحدة - 16 أبريل 1973 بيورك في المملكة المتحدة) هو لاعب كرة قدم بريطاني (وحمل سابقاً جنسية المملكة المتحدة لبريطانيا العظمى وأيرلندا) في مركز جناح ‏. لعب مع بلاكبيرن روفرز ونادي بارنسلي ونادي يورك سيتي ونادي سكاربورو وهوردن كوليري ولفير ‏.